# Turbonilla aurantia
Turbonilla aurantia är en snäckart som först beskrevs av Carpenter 1864.  Turbonilla aurantia ingår i släktet Turbonilla och familjen Pyramidellidae. Inga underarter finns listade i Catalogue of Life.